# Вълнеста маймуна на Пепиг
Вълнестата маймуна на Пепиг (Lagothrix poeppigii) е вид бозайник от семейство Паякообразни маймуни (Atelidae). Видът е световно застрашен, със статут Уязвим.

## Разпространение и местообитание
Разпространен е в Бразилия, Еквадор и Перу.